# Bathyschraderia magnifica
Bathyschraderia magnifica är en kräftdjursart som beskrevs av Dahl 1959. Bathyschraderia magnifica ingår i släktet Bathyschraderia och familjen Lysianassidae. Inga underarter finns listade i Catalogue of Life.